# Hans Broekhuizen
Johannes Christiaan Franciscus (Hans) Broekhuizen (Delfzijl, 22 oktober 1978) is een Nederlands bestuurskundige, politicus, mediator en bestuurder. Hij is lid van het CDA. Sinds 1 augustus 2025 is hij burgemeester van Het Hogeland. Van 18 september 2020 tot 11 juli 2025 was hij burgemeester van Twenterand. 

## Maatschappelijk leven

### Studie
Broekhuizen ging naar de mavo en havo op het Fivelcollege. Hij studeerde van 1998 tot 2002 overheidsmanagement en bestuurskunde aan de Thorbecke Academie. In 2001 studeerde hij Europees recht, vergelijkende bestuurskunde en besluitvormingstheorie aan de Glasgow Caledonian University. Van 2003 tot 2007 studeerde hij juridische bestuurswetenschappen aan de Rijksuniversiteit Groningen.

### Loopbaan
Broekhuizen was van 2001 tot 2005 beleidsmedewerker in het Kabinet van de commissaris van de Koningin in Groningen. Van 2005 tot 2007 was hij er secretaris van de Statencommissies en  plaatsvervangend statengriffier van de Provinciale Staten van Groningen. In 2007 was hij er secretaris van de formatie van Gedeputeerde Staten.
Broekhuizen was van 2007 tot 2009 docent bestuurskunde aan de Noordelijke Hogeschool Leeuwarden. Van 2007 tot 2010 was hij projectsecretaris van de RegioTram Groningen bij de provincie Groningen en de gemeente Groningen. Van 2010 tot 2014 was hij bestuursadviseur en woordvoerder van de commissaris van de Koning(in) in Flevoland.

### Nevenfuncties
Broekhuizen was voorheen algemeen bestuurslid van de Stichting Alde Fryske Tsjerken. Hij werd voorzitter van de Stichting baron Van Welderen Rengersfonds, van de Vereniging Mediators Overheid (VMO), en van de raad van advies van de Mediatorsfederatie Nederland (MfN). Hij werd ook acteur in ‘oefenen met kandidaat’, onderdeel training vertrouwenscommissie benoeming burgemeester. Daarnaast werd hij zelf actief als mediator.

### Privéleven
Broekhuizen huwde en kreeg een dochter. Met zijn vrouw werd hij eigenaar van een toeristisch te verhuren appartement.

## Politiek leven

### Heerenveen
Broekhuizen was van 2007 tot 2010 lid van het CDA-schaduwfractie in Heerenveen en in 2010 voorzitter van de programmacommissie. Van 2010 tot de gemeentefusie van 1 januari 2014, van de gemeente Heerenveen met een deel van de gemeente Skarsterlân en een deel van van de gemeente Boornsterhem, was hij gemeenteraadslid in Heerenveen. Hij was lid van de raadscommissies auditcommissie, algemene zaken en ruimtelijke ordening & milieu. Bij de gemeentelijke herindelingsverkiezingen van 2013 was hij lijsttrekker.
Broekhuizen werd op 2 januari 2014 beëdigd als wethouder van Heerenveen. Vanaf 2018 had hij in zijn portefeuille economie (inclusief recreatie/toerisme), werk & inkomen, cultuur, integraal beheer openbare ruimte, klimaatadaptatie/biodiversiteit, financiën, grondzaken/grondbedrijf, publieke gezondheid (GGD Fryslân) en was hij de tweede locoburgemeester.
Broekhuizen was er wijk-/dorpswethouder van Oldeboorn, Haskerdijken/Nieuwebrug, Nieuweschoot, Oranjewoud, Oud Aengwirden, Centrum, Haskerveen en Nijehaske. Namens Heerenveen was hij algemeen- en dagelijks bestuurslid van de Bedrijvenpark A7, dagelijks bestuurslid van de Veiligheidsregio Fryslân, voorzitter van de GGD Fryslân, algemeen bestuurslid van De Marrekrite en SW Fryslân en lid van de aandeelhoudersvergadering van de BNG Bank.

### Burgemeester
Broekhuizen werd op 18 september 2020 burgemeester van Twenterand. Hij kreeg er toezicht & handhaving, communicatie & participatiebeleid, algemeen bestuurlijke zaken, P&O, openbare orde & veiligheid, inclusief cybersecurity, lobby & belangenbehartiging en coördinatie vluchtelingen in zijn portefeuille. Namens Twenterand werd hij dagelijks bestuurslid van de Veiligheidsregio Twente, algemeen bestuurslid van de Omgevingsdienst Twente, lid van het bestuurlijk overleg Twentse Kracht en voorzitter van de Twentse Regietafel Asiel. Op 10 juli 2025 nam hij afscheid van Twenterand.
Op 12 maart 2025 werd Broekhuizen voorgedragen als nieuwe burgemeester van Het Hogeland. De verwachting werd dat de beëdiging op 25 augustus van dat jaar plaats zal vinden. Met ingang van 1 augustus van dat jaar werd hij benoemd bij koninklijk besluit.